# SN 2010gj
SN 2010gj – supernowa typu Ia-pec odkryta 10 lipca 2010 roku w galaktyce PGC0190539. W momencie odkrycia miała maksymalną jasność 17,00m.